# Sybase Open 1998 - Qualificazioni singolare
Le qualificazioni del singolare  dello  Sybase Open 1998 sono state un torneo di tennis preliminare per accedere alla fase finale della manifestazione. I vincitori dell'ultimo turno sono entrati di diritto nel tabellone principale. In caso di ritiro di uno o più giocatori aventi diritto a questi sono subentrati i lucky loser, ossia i giocatori che hanno perso nell'ultimo turno ma che avevano una classifica più alta rispetto agli altri partecipanti che avevano comunque perso nel turno finale.
Le qualificazioni del torneo Sybase Open 1998 prevedevano 32 partecipanti di cui 4 sono entrati nel tabellone principale.

## Teste di serie
1. Michael Tebbutt (ultimo turno)
2. John van Lottum (Qualificato)
3. Michael Sell (ultimo turno)
4. Jaime Oncins (Qualificato)

1. Brian MacPhie (primo turno)
2. André Sá (primo turno)
3. Eyal Erlich (secondo turno)
4. Márcio Carlsson (secondo turno)

## Qualificati
1. Jan-Michael Gambill
2. John van Lottum

1. George Bastl
2. Jaime Oncins

## Tabellone

### Legenda
| - Q = Qualificato - WC = Wild card - LL = Lucky loser | - ALT = Alternate - SE = Special Exempt - PR = Protected Ranking | - w/o = Walkover - r = Ritirato - d = Squalificato |

### Sezione 1
|  | Primo turno         | Primo turno         | Primo turno     | Primo turno | Primo turno |  |  | Secondo turno | Secondo turno       | Secondo turno | Secondo turno       | Secondo turno |   |   | Ultimo turno | Ultimo turno    | Ultimo turno | Ultimo turno | Ultimo turno |  |
|  |                     |                     |                 |             |             |  |  |               |                     |               |                     |               |   |   |              |                 |              |              |              |  |
|  | 1                   | Michael Tebbutt     | 6               | 2           | 6           |  |  |               |                     |               |                     |               |   |   |              |                 |              |              |              |  |
|  |                     | David DiLucia       | 3               | 6           | 3           |  |  | 1             | Michael Tebbutt     | 4             | 6                   | 6             |   |   |              |                 |              |              |              |  |
|  | Adam Peterson       | Adam Peterson       | 6               | 6           | 7           |  |  |               | Adam Peterson       | 6             | 1                   | 3             |   |   |              |                 |              |              |              |  |
|  | Rogier Wassen       | Rogier Wassen       | 7               | 4           | 5           |  |  |               |                     |               |                     |               |   |   | 1            | Michael Tebbutt | 3            | 7            | 3            |  |
|  | Jan-Michael Gambill | Jan-Michael Gambill | 6               | 1           | 6           |  |  |               |                     |               | Jan-Michael Gambill | 6             | 6 | 6 |              |                 |              |              |              |  |
|  | David Witt          | David Witt          | 1               | 6           | 3           |  |  |               | Jan-Michael Gambill | 6             | 4                   | 6             |   |   |              |                 |              |              |              |  |
|  | 8                   | Márcio Carlsson     | Márcio Carlsson | 6           | 6           |  |  | 8             | Márcio Carlsson     | 2             | 6                   | 3             |   |   |              |                 |              |              |              |  |
|  |                     | Witold Cudny        | Witold Cudny    | 4           | 0           |  |  |               |                     |               |                     |               |   |   |              |                 |              |              |              |  |

### Sezione 2
|  | Primo turno   | Primo turno     | Primo turno     | Primo turno | Primo turno |  |  | Secondo turno | Secondo turno   | Secondo turno | Secondo turno | Secondo turno |   |   | Ultimo turno | Ultimo turno    | Ultimo turno    | Ultimo turno | Ultimo turno |  |
|  |               |                 |                 |             |             |  |  |               |                 |               |               |               |   |   |              |                 |                 |              |              |  |
|  | 2             | John van Lottum | John van Lottum | 6           | 6           |  |  |               |                 |               |               |               |   |   |              |                 |                 |              |              |  |
|  |               | Roberto Jabali  | Roberto Jabali  | 2           | 2           |  |  | 2             | John van Lottum | 3             | 6             | 6             |   |   |              |                 |                 |              |              |  |
|  | David Sánchez | David Sánchez   | David Sánchez   | 6           | 6           |  |  |               | David Sánchez   | 6             | 3             | 2             |   |   |              |                 |                 |              |              |  |
|  | Nelson Aerts  | Nelson Aerts    | Nelson Aerts    | 2           | 1           |  |  |               |                 |               |               |               |   |   | 2            | John van Lottum | John van Lottum | 6            | 6            |  |
|  | Eyal Ran      | Eyal Ran        | 3               | 6           | 6           |  |  |               |                 |               | Eyal Ran      | Eyal Ran      | 2 | 2 |              |                 |                 |              |              |  |
|  | Ryan Wolters  | Ryan Wolters    | 6               | 3           | 3           |  |  |               | Eyal Ran        | 4             | 7             | 6             |   |   |              |                 |                 |              |              |  |
|  | 7             | Eyal Erlich     | 6               | 2           | 7           |  |  | 7             | Eyal Erlich     | 6             | 6             | 0             |   |   |              |                 |                 |              |              |  |
|  |               | Joan Balcells   | 4               | 6           | 6           |  |  |               |                 |               |               |               |   |   |              |                 |                 |              |              |  |

### Sezione 3
|  | Primo turno         | Primo turno         | Primo turno         | Primo turno | Primo turno |  |  | Secondo turno | Secondo turno | Secondo turno | Secondo turno | Secondo turno |   |   | Ultimo turno | Ultimo turno | Ultimo turno | Ultimo turno | Ultimo turno |  |
|  |                     |                     |                     |             |             |  |  |               |               |               |               |               |   |   |              |              |              |              |              |  |
|  | 3                   | Michael Sell        | 6                   | 5           | 6           |  |  |               |               |               |               |               |   |   |              |              |              |              |              |  |
|  |                     | Simon Aspelin       | 3                   | 7           | 4           |  |  | 3             | Michael Sell  | Michael Sell  | 6             | 6             |   |   |              |              |              |              |              |  |
|  | Michael Hill        | Michael Hill        | Michael Hill        | 6           | 6           |  |  |               | Michael Hill  | Michael Hill  | 4             | 1             |   |   |              |              |              |              |              |  |
|  | Mashiska Washington | Mashiska Washington | Mashiska Washington | 4           | 1           |  |  |               |               |               |               |               |   |   | 3            | Michael Sell | Michael Sell | 4            | 1            |  |
|  | Wade McGuire        | Wade McGuire        | Wade McGuire        | 7           | 6           |  |  |               |               |               | George Bastl  | George Bastl  | 6 | 6 |              |              |              |              |              |  |
|  | Nick Fustar         | Nick Fustar         | Nick Fustar         | 6           | 3           |  |  | Wade McGuire  | Wade McGuire  | 1             | 6             | 6             |   |   |              |              |              |              |              |  |
|  |                     | George Bastl        | George Bastl        | 6           | 6           |  |  | George Bastl  | George Bastl  | 6             | 3             | 7             |   |   |              |              |              |              |              |  |
|  | 5                   | Brian MacPhie       | Brian MacPhie       | 4           | 2           |  |  |               |               |               |               |               |   |   |              |              |              |              |              |  |

### Sezione 4
|  | Primo turno    | Primo turno             | Primo turno    | Primo turno | Primo turno |  |  | Secondo turno           | Secondo turno           | Secondo turno           | Secondo turno           | Secondo turno |   |   | Ultimo turno | Ultimo turno | Ultimo turno | Ultimo turno | Ultimo turno |  |
|  |                |                         |                |             |             |  |  |                         |                         |                         |                         |               |   |   |              |              |              |              |              |  |
|  | 4              | Jaime Oncins            | Jaime Oncins   | 6           | 7           |  |  |                         |                         |                         |                         |               |   |   |              |              |              |              |              |  |
|  |                | Otis Smith              | Otis Smith     | 1           | 5           |  |  | 4                       | Jaime Oncins            | 6                       | 1                       | 7             |   |   |              |              |              |              |              |  |
|  | Ronald Agénor  | Ronald Agénor           | Ronald Agénor  | 7           | 6           |  |  |                         | Ronald Agénor           | 4                       | 6                       | 6             |   |   |              |              |              |              |              |  |
|  | Paul Goldstein | Paul Goldstein          | Paul Goldstein | 6           | 3           |  |  |                         |                         |                         |                         |               |   |   | 4            | Jaime Oncins | 6            | 1            | 6            |  |
|  | Maurice Ruah   | Maurice Ruah            | Maurice Ruah   | 6           | 6           |  |  |                         |                         |                         | Joaquín Muñoz Hernández | 2             | 6 | 1 |              |              |              |              |              |  |
|  | Antonio Prieto | Antonio Prieto          | Antonio Prieto | 2           | 4           |  |  | Maurice Ruah            | Maurice Ruah            | Maurice Ruah            | 3                       | 2             |   |   |              |              |              |              |              |  |
|  |                | Joaquín Muñoz Hernández | 3              | 6           | 6           |  |  | Joaquín Muñoz Hernández | Joaquín Muñoz Hernández | Joaquín Muñoz Hernández | 6                       | 6             |   |   |              |              |              |              |              |  |
|  | 6              | André Sá                | 6              | 2           | 4           |  |  |                         |                         |                         |                         |               |   |   |              |              |              |              |              |  |